# Taoufik Belbouli
Taoufik Belbouli (ur. 10 grudnia 1954 w Bennane, Tunezja) – tunezyjski bokser posiadający również obywatelstwo francuskie, były mistrz federacji WBA w wadze junior ciężkiej.

## Kariera amatorska
W 1978 wywalczył brązowy medal igrzysk afrykańskich.

## Kariera zawodowa
Zadebiutował na zawodowych ringach 25 listopada 1982 pokonując włoskiego pięściarza Primo Ruberti. Swoją pierwszą i jedyną porażkę poniósł w swojej czternastej walce ulegając na punkty przyszłemu mistrzowi europy federacji EBU w wadze półciężkiej włoskiemu pięściarzowi ugandyjskiego pochodzenia Yawe Davisowi. 25 marca 1989 zmierzył się z Michaelem Greerem pokonując go przez techniczny nokaut w ósmej rundzie i zdobywając pas WBA, który został mu wkrótce odebrany. 22 listopada 1990 zmierzył się z Robertem Danielsem, który był w posiadaniu pasa WBA. Pojedynek zakończył się punktowym remisem gdzie sędziowie punktowali 114-114, 115-115 oraz 114-115 dla Danielsa. Po tym pojedynku Belbouli zakończył karierę.